# NGC 2072
NGC 2072，又記作ESO 57-SC4，是山案座的一個疏散星团，屬於大麦哲伦星系。1884年12月18日，彼得羅·巴拉基利用墨爾本天文台的48寸孔徑反射式望遠鏡，發現此星系及NGC 2043，其後兩者獲收錄入天體新總表。